# Poli degli emisferi cerebrali
Nel cervello ci sono tre poli cerebrali: la punta anteriore degli emisferi è il polo frontale, la punta posteriore è il polo occipitale e la punta anteriore del lobo temporale è il polo temporale.

## Galleria d'immagini

Poli degli emisferi.     Polo frontale     Polo temporale     Polo occipitale
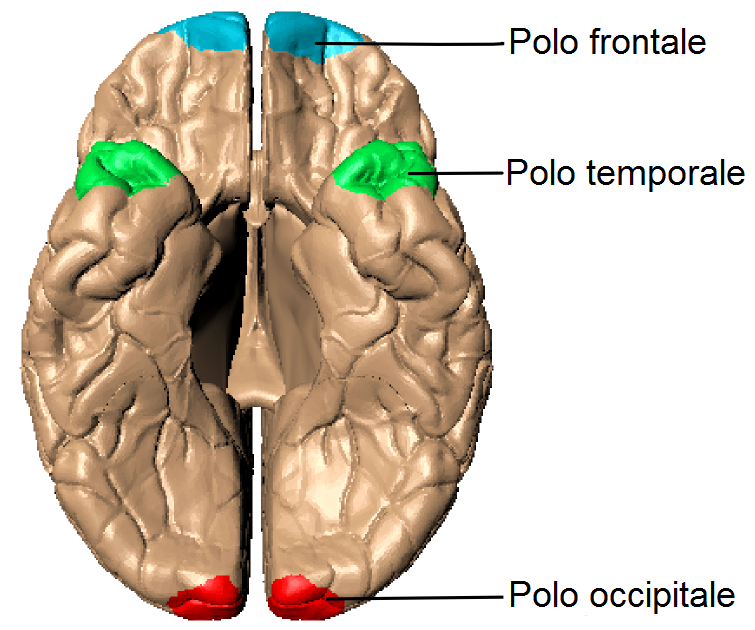
Encefalo visto dal basso.      Polo frontale     Polo temporale     Polo occipitale